# Indice LIM
L'indice LIM, o più propriamente il livello di inquinamento da macrodescrittori, è un indice che viene utilizzato nel campo della idrologia fluviale per valutare lo Stato ambientale dei corsi d'acqua (SACA) e lo Stato ecologico dei corsi d'acqua (SECA).:

## Metodologia
L'indice si ottiene campionando l'acqua di un corso d'acqua, almeno 9 campioni l'anno, e si rileva la presenza al suo interno, mediante analisi chimico-fisiche, dei seguenti descrittori:
- ossigeno disciolto;
- COD;
- BOD5;
- azoto ammoniacale;
- azoto nitrico;
- fosforo totale;
- Escherichia coli.

Si attribuisce poi ad ognuno di essi un punteggio numerico secondo una metodologia standardizzata. Tali sette punteggi vengono infine sommati e forniscono il LIM, il cui valore può andare da 1 (inquinamento minore, rappresentato con il colore azzurro) a 5 (inquinamento peggiore, rappresentato con il colore rosso); in base a detta valutazione si riconosce lo stato generale del corso d'acqua considerato.